# 谁能逗乐喜剧明星
《谁能逗乐喜剧明星》，是江西卫视的一档喜剧综艺节目，节目前期由博林主持，后更换主持人为彭宇。该节目是引进的原创于欧洲德国的火爆喜剧综艺节目，开播于2014年2月17日，收官于2014年5月26日，总集数为15集。

## 节目概况
每期节目有主持人一名（节目前期主持人为博林、后期为彭宇），评委两名（评委人选为中国喜剧明星），根据评委时间，每期的评委各有不同（加盟的喜剧明星有潘长江、牛群、贾玲、白凯南。每期参加的选手人数不一，以保证节目固定时长为基准。节目中选手以搞笑为目的，逗乐喜剧明星为任务，自编小品、脱口秀等喜剧段子。逗乐时间为60秒，可连闯3关，每闯过一关，即可获得相应的奖金，闯关成功可选择奖金离开或继续闯关，还可以进入总决赛。
- 类型：喜剧综艺比赛
- 参赛：官方网站、电话
- 基本布置：主持人掌握计时器及开始、成功、失败的控制器，评委于选手正前方观看
- 挑战规则：1、每位选手有60秒的表演时间 2、利用60秒的时间逗乐两位嘉宾中的任何一位即闯关成功，否则失败
- 挑战程序：1、第一关成功奖金2000元 2、第二关成功奖金5000元 3、第三关成功奖金10000元 每成功一关可选择离开，也可继续冲击下一关的奖金；成功，可拿走下一关的奖金；失败，上一关奖金清零

## 播出时间
节目至2月份播出，一直是在每周周一晚十点播出，节目时长为1小时10分钟（期间包括大约10多分钟的广告），并且，在播出期间，每周都会有重播

## 节目决赛内容
- 规则：1、晋级赛：每位参赛选手（前期比赛成功选手）依次表演，60秒的时间内逗乐两位嘉宾中的任何一位，则进入晋级待定区，否则淘汰。最后由两位喜剧明星从已晋级的选手中挑选出六组进入第二轮PK赛。2、晋级PK赛：选手通过抽签排出出场顺序，并确定3对PK对手，分别进行PK赛。PK赛中，若只有一对选手逗乐喜剧明星，则该对晋级，另一对失败。若两队同时逗乐或没逗乐喜剧明星，则由现场的51位大众评审投票选出胜者。3、总决赛：晋级的六队选手被分为两组，由喜剧嘉宾带领。开场秀，两队依次表演，之后由51为大众评审选出自己喜欢的队伍，胜出队获得首轮的pk权。选出获胜队后，将两队一一分为三组进行PK赛，由上一轮胜出队伍优先选择挑战选手。决胜出三名选手进入冠军争夺赛。
- 评委：决赛的评委全部是观众，冠亚季军全部由51位大众评审选出

## 获奖选手
冠军：李丁 林涛《上课》
季军：宋启瑜《脱口秀》
季军：廖旭阳 张雨默《卖火柴的小女孩》

## 外部連結
- （页面存档备份，存于）
- 江西卫视新浪博客（页面存档备份，存于）